# Аверинская (Вологодская область)
Аверинская — деревня в Сямженском районе Вологодской области.
Входит в состав Двиницкого сельского поселения, с точки зрения административно-территориального деления — в Двиницкий сельсовет.
Расстояние по автодороге до районного центра Сямжи — 66 км, до центра муниципального образования Самсоновской — 6 км. Ближайшие населённые пункты — Мирный, Захаровская, Орловская.
По переписи 2002 года население — 67 человек (35 мужчин, 32 женщины). Всё население — русские.

## Известные уроженцы
Мизинцев Михаил Евгеньевич (род. 1962) — российский военачальник, генерал-полковник.